# Réservoir Dozois
Das Réservoir Dozois ist ein Stausee in der kanadischen Provinz Québec.

## Lage
Er liegt vollständig im unorganized territory Réservoir-Dozois und dem Réserve faunique La Vérendrye. Der Stausee liegt etwa 10 km westlich des Réservoir Cabonga und etwa 15 km östlich des Grand lac Victoria. Zu seinen Zuflüssen gehören der Ottawa River sowie die Flüsse Chochocouane und Capitachouane. Die Route 117 führt direkt zum Stausee. Die Wasserfläche beträgt bis zu 319 km².
Im Jahre 1949 wurde der Staudamm Barrage Bourque am Ottawa River errichtet.
Durch Aufstau des Ottawa River und Überflutung verschiedener Seen entstand der Stausee Réservoir Dozois.